# Radio LoRa
Radio LoRa ist ein alternativer Lokalradiosender aus Zürich. Die Sendefrequenz ist 97,5 MHz. Ausserdem wird Radio LoRa im Nordschweizer Regionalmultiplex der DIGRIS im Kanal 9D nach dem digitalen DAB-Standard ausgestrahlt.
Radio LoRa hat seinen Ursprung in den Opernhauskrawallen von Zürich im Jahr 1981. Anfangs sendete das Radio noch ohne Sendegenehmigung. 1982 konnte die Interessengemeinschaft eine Legalisierung ihres Radios bewirken und somit eine legale Sendefrequenz für sich beanspruchen. Seither kümmert sich ein Kollektiv von rund 300 Sendungsmachern um die Gestaltung des Radioprogramms von Radio LoRa. LoRa ist Mitglied der Union nicht-kommerzorientierter Lokalradios (UNIKOM).

## Struktur
Radio LoRa ist als gemeinnützige Aktiengesellschaft organisiert, deren Aktienmehrheit von einem Verein gehalten wird. Alle Sendungsmachenden sind Mitglieder des Vereins. Radio LoRa wird von Menschen betrieben, die an partizipativer kollektiver Radioarbeit interessiert sind. Als basisdemokratisches Projekt gibt es bei LoRa viele Möglichkeiten zur Mitarbeit und Mitbestimmung auf verschiedenen Ebenen des Radiobetriebs, wobei LoRa auf den Einbezug von Minderheiten und Geschlechtergerechtigkeiten achtet.
Die Stiftung ist Inhaberin der Konzession, also der Sendebewilligung und der Studios samt den Geräten. Sie stellt somit die Infrastruktur für einen Radiosender zur Verfügung. All diejenigen, die als Hörer Radio LoRa mit einem Jahresbeitrag unterstützen, sowie alle, die als Sendungsmacher das Programm aktiv mitgestalten, sind Mitglieder des Vereins Radio LoRa – Alternatives Lokalradio Zürich (bis 2002 gab es dafür zwei gesonderte Vereine, ALR-Finanz respektive ALR-Produkt). Als grösste Entscheidungsmacht tagt die Vollversammlung (VV) jährlich, bei Bedarf auch öfter. Dort ist der Ort, um Personen in die beiden wichtigen Gremien Sendekommission (SK) und Vorstand zu wählen. Die Sendekommission ist für alles zuständig, was mit Sendebetrieb und Programmgestaltung zu tun hat und behandelt somit auch Neuanträge für Sendungen oder ahndet Verstösse gegen die Sendestatuten. Der Vereinsvorstand nimmt sich aller Fragen rund um Personal und Finanzen an.
Die bezahlten Stellen verteilen sich zurzeit auf zehn Personen, die zusammen die Betriebsgruppe (BG) bilden und mit unterschiedlichen Pensen die anfallenden Betriebsarbeiten erledigen. Die Stiftung und der Vereinsvorstand arbeiten in der Finanzkommission, wo sie paritätisch vertreten sind, gemeinsam das Betriebsbudget aus. Innerhalb der LoRa-Struktur hat ausserdem das RADIA, die feministische Redaktion, eine wichtige Rolle. Die feministische Redaktion ist verantwortlich für die Sendeplätze am Montag, denn montags sind nur FLINTA-Personen an den Mikrofonen.

## Geschichte
Erstmals machte das Alternative Lokal-Radio Zürich (ALR) 1977 von sich reden, wenn auch vorerst nur als Organisation, die darum kämpfte, in einer Radiolandschaft, die alleine von der öffentlich-rechtlichen Schweizerischen Radio- und Fernsehgesellschaft (SRG) lebte, eine Sendekonzession zu erhalten. Noch im selben Jahr wurde eine Konzessionsanfrage aber negativ beantwortet.
Unter dem Namen «LoRa» sendete 1981 eine Gruppe von Aktivisten ab 19. September für eine Woche aus dem Autonomen Jugendzentrum (AJZ) an der Limmatstrasse – natürlich ohne offizielle Erlaubnis. Die Programme wurden von der PTT denn auch mit massivem Störsendereinsatz bekämpft. Der Name «LoRa» wurde erst später, 1983, vom legalen Alternativen Lokalradio ALR übernommen. Zu den Gründungsmitgliedern zählte Christoph Lindenmaier.
Im September 1982 lag ein zweites Konzessionsbegehren der ALR-Leute beim Departement von Bundesrat Leon Schlumpf. Die Chancen hatten sich inzwischen verbessert. Im Sommer 1983 erhielt das ALR zusammen mit einer ganzen Reihe von – meist kommerziellen – Lokalradiostationen eine Sendekonzession. Ab 14. November begann das ALR-Radio unter dem Namen «Radio LoRa» regulär zu senden. Die Studios waren an der Mainaustrasse im Seefeld.
Ein bis heute unaufgeklärter Brandanschlag zerstörte 1986 praktisch die gesamten Studioräumlichkeiten. Es vergingen einige Monate, bis der reguläre Sendebetrieb wieder aufgenommen werden konnte. Im Herbst 1989 begann die Ära an der Militärstrasse im Kreis Vier. Ab 1. Januar 1990 sendete Radio LoRa jeweils 24 Stunden nonstop vom Üetliberg-Sendeturm aus.
Eine akute Finanzkrise führte 1993 zur Selbstentlassung der gesamten Betriebsgruppe. Hundert Leute beschloss, den Sendebetrieb vorerst aus eigenen finanziellen Mitteln aufrechtzuerhalten. In den 1990er-Jahren bot Radio LoRa verschiedene Senderäume für lokale Techno-DJs und erhielt damit grosse Beachtung in der damals noch mehrheitlich im Untergrund wirkenden Zürcher Technobewegung.
Das Jahr 1997 war dasjenige der grossen Programmreform: Durch fixe Sendezeiten und Sendegefässe wurde das Programm in eine übersichtlichere Form gebracht. Zudem änderte sich die Frequenz: von 104,5 auf 97,5 MHz.
Ab 2000 gab es für alle Mitglieder einen Mitgliedschaftsausweis. Zudem unternahm Radio LoRa wichtige technologische Schritte in die Zukunft und richtete ein neues Computernetzwerk ein sowie einen digitalen Audio-Schnittplatz. Mit dem Netzwerk und der zugehörigen Software «On Air Tool» konnten von nun an problemlos und einfach alle Wiederholungs-Sendungen und Jingles direkt vom Computer aus über den Äther ausgestrahlt werden.
2001 mischte es sich zusammen mit den anderen Freien Radios in die schweizerische Gesetzgebung ein. In einer mehrsprachigen Petition forderte die Union nicht-kommerzorientierter Lokalradios UNIKOM die Anerkennung eines Sonderstatus’ für lokale Gemeinschaftsradios im zukünftigen Radio- und Fernsehgesetz RTVG. Die Petition, von über 3000 Radioschaffenden aus über 50 verschiedenen Ländern unterzeichnet, wurde der Bundeskanzlei geschickt. 
In der Sommerpause 2002 sorgte ein vierwöchiges, sich vom Computer selbst generierendes Hörspiel namens «Volksliedmaschine» für Furore. Besorgte Kabelnetzbetreiber, Audiocontrol und Hörer riefen an, um zu wissen, ob eine Störung vorliege. Es erfolgte der Start von «Radio Grünau»: In Zusammenarbeit mit dem Arbeitslosen- und Integrationsprojekt «Vert.Igo» in der Zürcher Grünau organisierte «klipp & klang radiokurse» Radioworkshops für Kinder, Jugendliche und Erwachsene überwiegend ausländischer Herkunft. Aus einem improvisierten Radiostudio im Grünau-Quartier sollte via Internet live auf der Frequenz von Radio LoRa gesendet werden. Am 14. November 2008 feierte das Radio sein fünfundzwanzigjähriges Jubiläum.

## Redaktionen
- Kultur: Nährwert Kultur (NWK)  beschäftigt sich mit Themen rund um Gesellschaft, Kunst und Kultur, die Sendezeiten sind jeweils Donnerstag und Freitag von 19–20 Uhr. Die Redaktion von Nährwert Kultur ist keine fixe Gruppe, sondern ein fluktuierendes, demokratisch funktionierendes Team. Mit verschiedenen Schwerpunktthemen, Interviews, Studiogästen und Hintergrundinformationen wendet sich Nährwert Kultur an Hörer, welche auch für weniger leicht Verdauliches wie längere Wortbeiträge offen sind.

Um das übers Jahr breitgefächerte Sendespektrum zwischendurch zu konzentrieren, wurden zwei Spezialgefässe geschaffen: die Lange Nacht und der Themenmonat. Die Lange Nacht wird im Juni gesendet und dauert jeweils rund 6 Stunden. Sie erhält ein Dachthema, zu dem alle teilnehmenden Redaktionsmitglieder einen Beitrag erarbeiten. Die einzelnen Beiträge – vorproduziert oder mit Live-Gästen – werden zu einem spannungsreichen Ganzen montiert. Themenmonat ist jeweils der November. Er erhält ebenfalls ein Dachthema zu dem jedes teilnehmende Redaktionsmitglied einen Beitrag liefert. Der Themenmonat startet mit einer gemeinsam geleiteten Diskussions-Sendung zum Thema. Ansonsten wird autonom gearbeitet.
Innerhalb von Nährwert Kultur operieren auch Untergruppen, wie etwa Maelstrom, die monatliche Debattensendung.